# Teyron
Teyron ("stor konung") var en mytologisk gestalt i den brittiska, keltiska mytologin. Namnet kommer förmodligen från Tigernonos, stor konung. 